# منطقة بولندشهر
بولندشهر رمزها «BU»، هو تقسيم إداري لدولة الهند تتبع ولاية أتر برديش، مركزها هو مدينة بولندشهر عدد سكانها حسب تعداد سنة 2001 هو 2,923,290 ، مساحتها 3,719 كم² وكثافة السكان 786 لكل كم² .